# Mimosella radicata
Mimosella radicata är en mossdjursart som beskrevs av Kubanin 1992. Mimosella radicata ingår i släktet Mimosella och familjen Mimosellidae. Inga underarter finns listade i Catalogue of Life.